# 1939 au Québec
Cet article traite des événements survenus en 1939 au Québec. 

## Événements

### Janvier
- 9 janvier : annonce qu'Amos aura bientôt un évêque[1].
- 18 janvier : ouverture de la quatrième session de la 20e législature. Le discours du Trône annonce entre  autres des fonds additionnels pour le crédit agricole et une refonte de la loi des terres et forêts[2].

### Février
- 16 février : le feu rase l'hôpital Saint-Michel-Archange à Québec. L'incendie aurait été causé par un patient qui aurait involontairement mis le feu[3].
- 23 février : la chanteuse populaire La Bolduc chante ses quatre chansons pour une dernière fois à la suite de sa maladie[4].

### Mars
- 1er mars : le discours du budget annonce une baisse du prix du permis de conduire de 5 $ à 2,50 $[5].
- 4 mars : adoption de la loi créant la ville de Malartic[6].
- 28 mars : devant la menace de guerre, une manifestation anti-participationniste a lieu à Québec[7].
- 31 mars : le gouvernement Duplessis annonce que le nombre de circonscriptions provinciales passera de 90 à 86[2].

### Avril
- 1er avril : la Chambre des communes adopte la loi créant la Trans Canada Airlines (future Air Canada)[8].
- 28 avril : 
  - l'Assemblée législative adopte le projet de loi créant la ville de Malartic[9].
  - la session est prorogée[2].

### Mai
- 2 mai : la Chambre des communes adopte la loi créant l'Office national du film[10].
- 17 mai : le roi George VI commence sa visite au Canada par la ville de Québec. Il est reçu à l'Assemblée législative par le premier ministre Duplessis. Il s'agit de la première visite d'un monarque britannique en exercice au Canada[11].
- 18 mai : le roi est reçu par une foule enthousiaste à Montréal. Il est accueilli à l'hôtel de ville par le maire Camillien Houde[12].

### Juin
- Juin : pour la première fois, des femmes participent à un congrès politique d'un parti provincial au Québec, en l'occurrence celui du Parti libéral[13].
- 7 juin : Jean-Marie-Rodrigue Villeneuve, archevêque de Québec, participe à la consécration du sanctuaire national de Jeanne d'Arc à Domrémy en France[14].
- 23 juin : Joseph-Louis-Aldée Desmarais devient le premier évêque d'Amos[15].

### Juillet
- 16 juillet : le cardinal Villeneuve est à Rome où il a un entretien privé avec le pape Pie XII. Il retourne à Québec et se dit persuadé qu'il n'y aura pas de guerre dans un avenir prochain[16].

### Août
- 8 août : Oscar Drouin annonce son retour au Parti libéral du Québec[17].

### Septembre
- 1er septembre : l'Allemagne envahit la Pologne. Dans son éditorial du Devoir, Omer Héroux conseille de se tenir loin du conflit. Le Parlement canadien est convoqué pour le 7 septembre et la loi des mesures de guerre est remise en vigueur[18].
- 3 septembre : un organisme de censure est instauré[19].
- 5 septembre : une assemblée anti-participationniste à laquelle participe Paul Gouin et René Chaloult se tient au Palais Montcalm de Québec[20].
- 10 septembre : le Canada déclare la guerre à l'Allemagne[21].
- 21 septembre : à la suite de la mort de Paul Bruchési, Georges Gauthier devient archevêque de Montréal[22].
- 22 septembre : le premier évêque d'Amos est intronisé[23].
- 25 septembre : Maurice Duplessis annonce des élections générales pour le 25 octobre. Il invoque comme raison le fait qu'Ottawa ait déclenché une guerre afin de mieux lancer, dit-il, "sa campagne de centralisation et d'assimilation des pouvoirs provinciaux"[24].

### Octobre
- 1er octobre : anciens ministres déchus, Oscar Drouin et François Leduc annoncent qu'ils seront candidats libéraux dans Québec-est et Laval[25].
- 25 octobre : le Parti libéral d'Adélard Godbout remporte l'élection générale avec 70 députés élus contre 14 pour l'Union nationale. Adélard Godbout, Oscar Drouin et François Leduc remportent la victoire dans leurs comtés respectifs de même que Maurice Duplessis dans Trois-Rivières avec une majorité diminuée. Camillien Houde est député indépendant de Sainte-Marie[26].

### Novembre
- 8 novembre : le gouvernement Godbout est assermenté. Parmi ses ministres, il y a Télesphore-Damien Bouchard (Voirie et Travaux publics), Oscar Drouin (Affaires municipales, Commerce et industrie) et James Arthur Mathewson (trésorerie). Godbout conserve les ministères de l'Agriculture et de la Colonisation[27].

### Décembre
- 9 décembre : Québec adopte de nouvelles armoiries plus conformes aux règles héraldiques. La devise Je me souviens y est inscrite[2].
- 30 décembre : Eugène Fiset est nommé lieutenant-gouverneur du Québec, succédant ainsi à Ésioff-Léon Patenaude. Il est assermenté le même jour[27].

## Naissances
- Françoise Lemieux (comédienne) († 1er avril 2025)
- René Racine (astronome)
- Yvonne Laflamme (actrice)
- 22 janvier - Jean-Claude Tremblay (joueur de hockey) († 7 décembre 1994)
- 31 janvier - Claude Gauthier (chanteur et acteur)
- 6 février - Jean Beaudin (réalisateur et producteur) († 18 mai 2019)
- 13 février - Raoul Duguay (chanteur)
- 17 février - Clément Richard (homme politique)  († 4 mars 2022)
- 28 février - Jacques Hurtubise (peintre) († 27 décembre 2014)
- 15 mars - Serge Grenier (humoriste) († 6 avril 2012)
- 17 mars - Bill Graham (ancien ministre des affaires étrangères et de la défense du Canada) († 7 août 2022)
- 20 mars - Brian Mulroney (ancien premier ministre du Canada) († 29 février 2024)
- 21 mars - Charles Gagnon (homme politique) († 17 novembre 2005)
- 6 avril - André Ouellet (homme politique)
- 14 avril - Ian Binnie (ancien juge de la Cour suprême du Canada)
- 16 avril - Marcel Saint-Germain (humoriste) († 27 décembre 2007)
- 22 avril - Catherine Bégin (actrice) († 29 décembre 2013)
- 25 avril - Michel Garneau (poète et dramaturge) († 13 septembre 2021)
- 28 avril - Jacques Proulx (syndicaliste)
- 4 mai - 
  - Joseph Rochefort (hockey sur glace) (joueur de hockey)
  - René d'Antoine (musicien, réalisateur, compositeur, membre des Les Bel Canto († 29 janvier 2024)
- 7 mai - Sidney Altman (biochimiste)  († 5 avril 2022)
- 27 mai - Yves Duhaime (homme politique)
- 30 mai - 
  - André Montmorency (acteur) († 5 juillet 2016)
  - Jacques Boulanger (chanteur et animateur)
- 5 juin - Francine Chaloult (attachée de presse culturelle)  († 17 mai 2022)
- 7 juin - Gisèle Dufour (comédienne) ((† 6 mai 2022)
- 8 juin - Rita Lafontaine (actrice) († 4 avril 2016)
- 10 juin - Alexandra Stewart (actrice)
- 18 juin - Jean-Claude Germain (écrivain) († 24 avril 2025)
- 3 juillet - Renée Claude (chanteuse) († 12 mai 2020)
- 5 juillet - Guy Latraverse (agent d'artistes et producteur de spectacles) († 14 octobre 2023)
- 9 juillet - Claude Beauchamp (journaliste et homme politique)  († 12 avril 2020)
- 17 juillet - Andrée Champagne (actrice et femme politique) († 5 juin 2020)
- 21 juillet - Guy Bisaillon (homme politique) († 21 mars 2017)
- 1 août - Bob Rivard (joueur de hockey)  († 1er janvier 2023)
- 3 août - Pierre F. Brault (compositeur) († 14 janvier 2014)
- 24 août - Marc Laurendeau (humoriste et journaliste)
- 30 août - Laurent Girouard (anthropologue) († 20 décembre 2022)
- 2 septembre - Henry Mintzberg (sociologue)
- 11 septembre - 
  - André Dubois (acteur et humoriste)
  - Paul-Eugène Quirion (homme politique)
- 16 septembre - 
  - Lise Lasalle (actrice) († 1er octobre 1979)
  - Luc Tremblay (homme politique, député de Chambly de 1981 à 1985) († 28 novembre 2023)
- 28 septembre - Régent Beaudet (médecin et homme politique)
- 5 octobre - Marie-Claire Blais (écrivaine) († 30 novembre 2021)
- 13 octobre - Rodrigue Tremblay (économiste et homme politique)
- 19 novembre - Marcel Béliveau (animateur télévision) († 23 mai 2009)
- 30 novembre - Louis LeBel (juge de la Cour suprême du Canada)  († 8 juin 2023)
- 2 décembre - Francis Fox (sénateur) († 24 septembre 2024)
- 7 décembre - Jean-Louis Giasson (prêtre catholique romaine et évêque de Yoro, au Honduras (2005-2014)) († 12 février 2014)
- 14 décembre - Jean-Marie Lemieux (acteur) († 4 novembre 1985)
- 16 décembre - Wayne Connelly (joueur de hockey)

## Décès
- 13 mars - Jules Dorion (journaliste) (º 9 octobre 1870)
- 1er juillet - Édouard Fabre (athlète) (º 21 août 1888)
- 7 juillet - Joseph-Étienne Letellier de Saint-Just (homme politique) (º 25 février 1879)
- 12 juillet - Fernand Rinfret (maire de Montréal) (º 28 février 1883)
- 20 août - Henry George Carroll (lieutenant-gouverneur du Québec) (º 31 janvier 1865)
- 20 septembre - Louis-Joseph-Napoléon-Paul Bruchési (archevêque de Montréal) (º 29 octobre 1855)
- 13 octobre - Joseph-Jean-Baptiste Hallé (personnalité religieuse) (º 10 décembre 1874)

### Articles généraux
- Chronologie de l'histoire du Québec (1931 à 1959)
- L'année 1939 dans le monde

### Articles sur l'année 1939 au Québec
- Élections générales québécoises de 1939